# Волкова Римма Степанівна
Волкова Римма Степанівна (рос. Волкова Римма Степановна; 9 серпня 1940, Ашгабат — 6 червня 2021) — радянська і російська оперна співачка (колоратурне сопрано) та педагог, ведуча солістка Кіровського театру (1967—1993), Народна артистка Росії (1995).

## Життєпис
В Ульяновську, де жила родина, вступила до музичного училища на диригентсько-хорове відділення, оскільки не було вокального. Вже через рік перевелася до Ставропольсткого училища, яке закінчила по двум факультетам: вокальному та диригентсько-хоровому. Потім — Казанська консерваторія, клас вокалу у Є. А. Абросимової. На 4-му курсі стала лауреатом Міжнародного конкурсу співаків у Ріо-де-Жанейро.
Після повернення з конкурсу Римма Волкова отримала запрошення до трупи Кіровського театру і в перший же рік роботи виконала шість партій, серед яких — Марфа в «Царева наречена» М.Римського-Корсакова і Антоніда в опері М. Глинки «Іван Сусанін».
Співпрацювала з такими музикантами, як Сергій Єльцин, Костянтин Симеонов, Валерій Гергієв, Борис Штоколов, Євген Нестеренко, Галина Ковальова, Нікша Бареза, Борис Хайкін.
Із 1967 року гастролювала за кордоном (Австрія, Швеція, Швейцарія, Угорщина, Польща, Болгарія, Германія, Чехословакія, Франція, Іспанія, Єгипет, Бразилія, Монголія та інші).
Із 2000 року присвятила себе педагогічній діяльності, викладала сольний спів у Музичній школі ім. М. А. Римського-Корсакова (у 2010—2017 роках — зав. вокальним відділом школи).
6 червня 2021 року на 81-му році життя загинула в ДТП в Ломоносовському районі Ленінградської області — на 42-му кілометрі автодороги Петергоф—Кейкіно у легковик, в якому співачка була пасажиркою, врізався автофургон.

## Оперний репертуар
- «Царева наречена» М. А. Римського-Корсакова — Марфа
- «Садко» М. А. Римського-Корсакова — Волхова
- «Казка ппо царя Салтана» М. А. Римського-Корсакова — Царівна Лебідь
- «Життя тза царя» М. і. Глинки — Антоніда
- «Руслан і Людмила» М. І. Глинки — Людмила
- «Петро Перший» А. П. Петрова — Анастасія
- «Заручини в монастирі» С.C. Прокоф'єва — Луїза
- «Мертві душі» Р. К. Щедріна — Ліза Манілова, Дама
- «Ріголетто» Джузеппе Верді — Джильда
- «Травіата» Джузеппе Верді — Віолетта
- «Бал-маскарад» Джузеппе Верді — Оскар
- «Кармен» Жоржа Бізе — Мікаела
- «Лючія ді Ламмермур» Гаетано Доніцетті — Лючія
- «Дон Паскуале» Г. Доніцетті — Норіна
- «Севільський цирульник» Джоаккіно Россіні — Розіна
- «Чарівна флейта» В. А. Моцарта — Паміна, Цариця ночі.

## Нагороди та відзнаки
- 1965 — Диплом Всесоюзного конкурсу вокалістів ім. Глинки
- 1967 — Лауреат Міжнародного конкурсу вокалістів ім. Вилла-Лобоса в Ріо-де-Жанейро (Бразилія); 3-я премія, спеціальна премія за виконання «Бахіани» Е. Вілла-Лобоса
- Заслужена артистка Росії (1974)
- Народна артистка Росії (1995)
- Орден Пошани (2002)[4]